# James Gavin
James Maurice Gavin (Brooklyn (New York), 22 maart 1907 – Baltimore, 23 februari 1990) was een Amerikaans militair. Hij was de jongste generaal die het bevel voerde over een divisie van het Amerikaanse leger tijdens de Tweede Wereldoorlog, als commandant van de 82ste Airborne Divisie.

## Jeugd
Gavin werd geboren als James Nally Ryan. Het is niet duidelijk wie zijn ouders waren. James verbleef in een weeshuis totdat hij in 1909 werd geadopteerd door Martin en Mary Gavin uit Mount Carmel, Pennsylvania waar Martin Gavin in een kolenmijn werkte. Het gezin had het niet breed en James moest al op 10-jarige leeftijd een krantenwijk nemen om geld te verdienen.

## Militair
Op zijn 17de verjaardag vluchtte hij en ging met de trein naar New York, waar hij zich aanmeldde bij het Amerikaanse leger. Omdat zijn stiefouders nooit zouden instemmen met zijn keuze voor het leger vertelde hij de wervingsofficier dat hij wees was. De officier bracht hem naar een advocaat die zichzelf tot voogd benoemde en de ouderlijke toestemmingsverklaring tekende. Gavin werd per 1 april opgenomen in het Amerikaanse leger. Hij werd naar Panama gestuurd, waar hij onder sergeant McCarthy en de Indiaan 'Chief' Williams bij een kustbatterij diende. Williams bevorderde hem na zes maanden tot korporaal. Na enkele testen en examens werd hij toegelaten op West Point. In juni 1929 voltooide hij zijn opleiding, waarna hij in het huwelijk trad met Irma Baulsir.
Na drie jaren in Douglas en aan de Mexicaanse grens, ging hij naar de United States Army Infantry School in Fort Benning, Georgia. Hij genoot en leerde dat orders kort moeten zijn zodat commandanten zelf over hun opdracht moeten nadenken. Zijn vrouw was ongelukkig in Georgia en besloot in 1932 na de kerstdagen bij haar ouders in Washington D.C. in te trekken. In 1933 werd hun dochter Barbara geboren.
In 1933 werd Gavin naar Oklahoma overgeplaatst en in 1936 naar de Filipijnen. Daarna keerde hij terug naar Washington, en werd naar Californië overgeplaatst. Tijdens een sportwedstrijd kreeg hij last van zijn rechteroog. De dokter stelde vast dat zijn netvlies een beetje losliet en schreef hem enkele weken rust voor, hetgeen hij negeerde.

### Westpoint
Vervolgens werd hij teruggezonden naar Westpoint. De Blitzkrieg maakte het noodzakelijk de tactieken van de Duitsers te bestuderen. Gavin vond dat ook de luchtmacht zou moeten worden ingezet zoals de Duitsers dat in België met groot succes deden: 
From what we had seen so far, it was clear the most promising area of all was airborne warfare, bringing the parachute troops and the glider troops to the battlefield in masses, especially trained, armed and equipped for that kind of warfare.

### Operatie Husky
In april 1941 werd hij op eigen verzoek ingedeeld bij de nieuwe Airborne Divisie, waar hij tactieken ontwikkelde voor luchtgevechten. In oktober werd hij bevorderd tot majoor en schreef hij het boek FM 31-30: Tactics and Technique of Air-Borne Troops. In augustus 1942 werd hij commandant van de 505th Infantry Regiment en al gauw kolonel. Zijn regiment werd onderdeel van de 82ste Airborne Divisie en verliet New York op 28 april, om via Noord-Afrika naar Casablanca te gaan voor Operatie Husky. Het konvooi omvatte drieëntwintig transportschepen, acht kruisers, een vliegdekschip en het slagschip Texas. Op 10 mei kwamen ze in Casablanca aan, waarna de troepen naar Kairouan in Tunesië overgebracht werden. Op 10 juli werd Sicilië aangevallen. De Amerikanen landden aan de zuidkust, de Britten aan de oostkust. Gavin sprong als eerste en verstuikte zijn enkel. Er was veel wind waardoor de troepen niet op de afgesproken plaats landden.

### Normandië
Op 6 juni 1944 werd eerst de 101st Airborne Division gedropt in Normandië en een uur later de 82ste Airborne Divisie, die zich in drie onderdelen had gesplitst. Gavin was commandant van de A-groep. Ze veroverden Sainte-Mère-Église, een belangrijke communicatiepunt achter Utah Beach.

### Market Garden
Op 17 september was Gavin commandant van de 82ste Airborne Divisie tijdens Operatie Market Garden. Zijn opdracht was de Maasbrug in Grave te bezetten, en minstens een van de vier bruggen over het Maas-Waalkanaal en de brug over de Waal in Nijmegen. Bij de landing beschadigde hij twee tussenwervelschijven, maar de dokter zei dat er niets aan de hand was, dus hij liep ermee door. Pas vijf jaar later werd de schade vastgesteld.
Op 12 november vertrok de 82ste naar Frankrijk.

## Na de oorlog
Na de oorlog werd zijn huwelijk met Irma Baulsir ontbonden. In juli 1948 hertrouwde hij met Jean Emert Duncan uit Knoxville, Tennessee, en adopteerde Caroline, dochter uit haar eerdere huwelijk. Samen kregen ze nog drie dochters, Patricia Cincotta, Marjorie Aileen Lewis en Chloe Beatty. Hij had een huis in Barnstable, Massachusetts en in Winter Park, Florida.
In 1955 had Gavin de leiding over het onderzoek naar en de ontwikkeling van nieuwe wapens, en de mogelijkheid deze zodanig te maken dan ze met vliegtuigen vervoerd en eventueel gedemonteerd gedropt konden worden. Dit leidde soms tot onenigheid met Dwight Eisenhower, die vond dat conventionele wapens mogelijk niet voldoende aandacht kregen. In maart 1958 verliet Gavin het leger na onenigheid met het Pentagon, zoals hij beschrijft in zijn boek War and Peace in the Space Age. Hij was toen generaal.
Hij ging werken bij Arthur D. Little (ADL) waar hij tot 1977 directeur was. Van 1961 tot 1962 onderbrak hij zijn tijd bij ADL om op verzoek van president Kennedy ambassadeur in Frankrijk te worden en zo de relatie tussen de twee landen te herstellen. Hierin was hij succesvol, mede door zijn goede contacten met generaal De Gaulle.
Omdat hij fel tegen de aanwezigheid van het Amerikaanse leger in Vietnam was, werd Gavin in 1968 voorgedragen als presidentskandidaat, maar hij stelde zich niet beschikbaar.
Hij overleed in 1990 op 82-jarige leeftijd in een verpleeghuis in Baltimore aan complicaties van de ziekte van Parkinson en werd begraven bij de Old Chapel in West Point.
Gavin was ereburger van de stad Nijmegen. Op 29 juni 2009 ontving de burgemeester van Nijmegen Thom de Graaf enkele veteranen voor een herdenking bij het bevrijdingsmonument in Groesbeek. Gavin werd door zijn dochter Barbara Fauntleroy Fuller vertegenwoordigd.

## Militaire loopbaan
- Private, United States Army Coast Artillery Corps: 7 april 1924[1]
- Private First class, United States Army Coast Artillery Corps:[1]
- Corporal, United States Army Coast Artillery Corps: 30 juni 1925[1]
- Second Lieutenant, United States Army: 13 juni 1929[1]
- First Lieutenant, United States Army: 1 november 1934[1]
- Captain, United States Army: 13 juni 1939[1]
- Major, United States Army: 10 oktober 1941[1]
- Lieutenant Colonel, United States Army: 1 februari 1942[1]
- Colonel, United States Army: 25 september 1942[1]
- Brigadier General, United States Army: 10 oktober 1943[1]
- Major General, United States Army: 20 oktober 1944[1]
- Lieutenant General, United States Army: 25 maart 1955 (gepensioneerd 31 maart 1958)[1][2]

## Decoraties

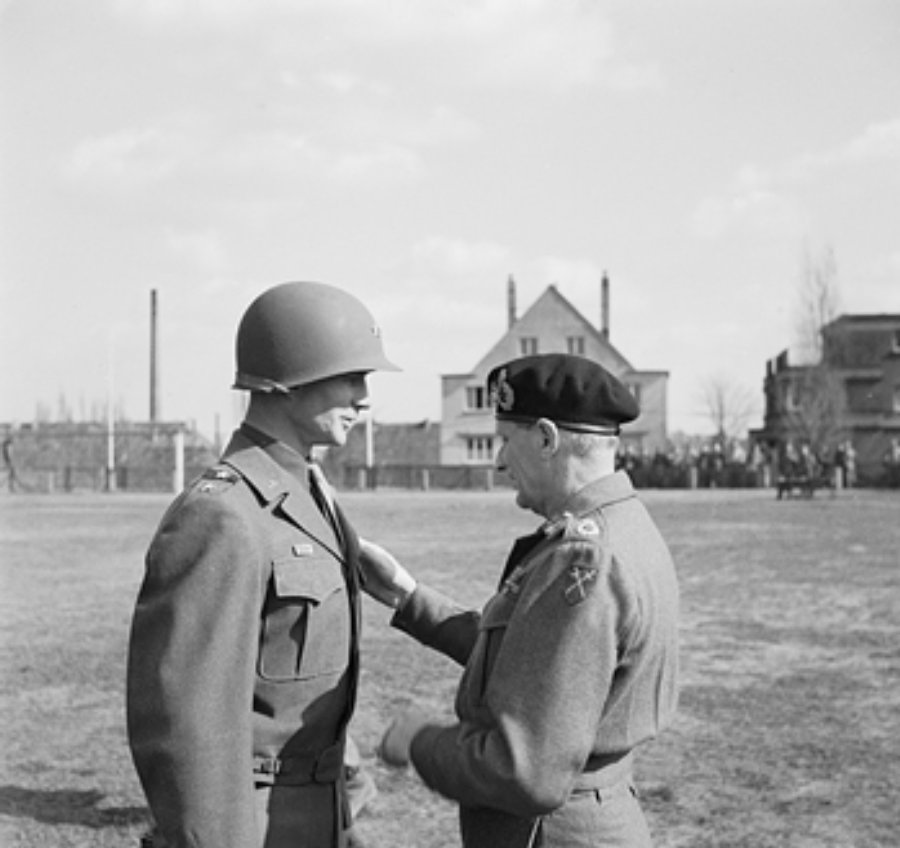
Gavin ontvangt de DSO van Bernard Montgomery

- US Army Airborne master parachutist badge
- Distinguished Service Cross (Verenigde Staten) met een Eikenloof cluster
- Army Distinguished Service Medal
- Silver Star met een Eikenloof cluster
- Bronze Star[7]
- Purple Heart
- Army Commendation Medal
- Amerikaanse Defensie Service Medaille
- Europa-Afrika-Midden Oosten Campagne Medaille
- World War II Victory Medal
- Bezettingsmedaille voor het Leger
- Orde van Voorname Dienst (Verenigd Koninkrijk)
- Grootofficier in het Legioen van Eer
- Croix de guerre met Palm
- Oorlogskruis (België) met Palm[7]
- Commandeur in de Kroonorde[7]
- Grootofficier in de Orde van Oranje-Nassau met Zwaarden[7]
- Alexander Nevski-orde[7]
- Nestel[7]
- Combat Infantryman Badge[7]

## Boeken
- Airborne Warfare, 1947
- War and Peace in the Space Age, 1958
- On to Berlin, 1979

## Trivia
- General Gavin droeg tijdens gevechten een M1 Garand geweer, in plaats van de M1 Carbine of M1911 die meestal door officieren werden gedragen.
- In The Longest Day wordt Gavin gespeeld door Robert Ryan, en in A Bridge Too Far door Ryan O'Neal. Gavin was adviseur bij beide films.
- Gavin had relaties met onder andere Marlene Dietrich en Martha Gellhorn.[8]